# Mélidore et Phrosine

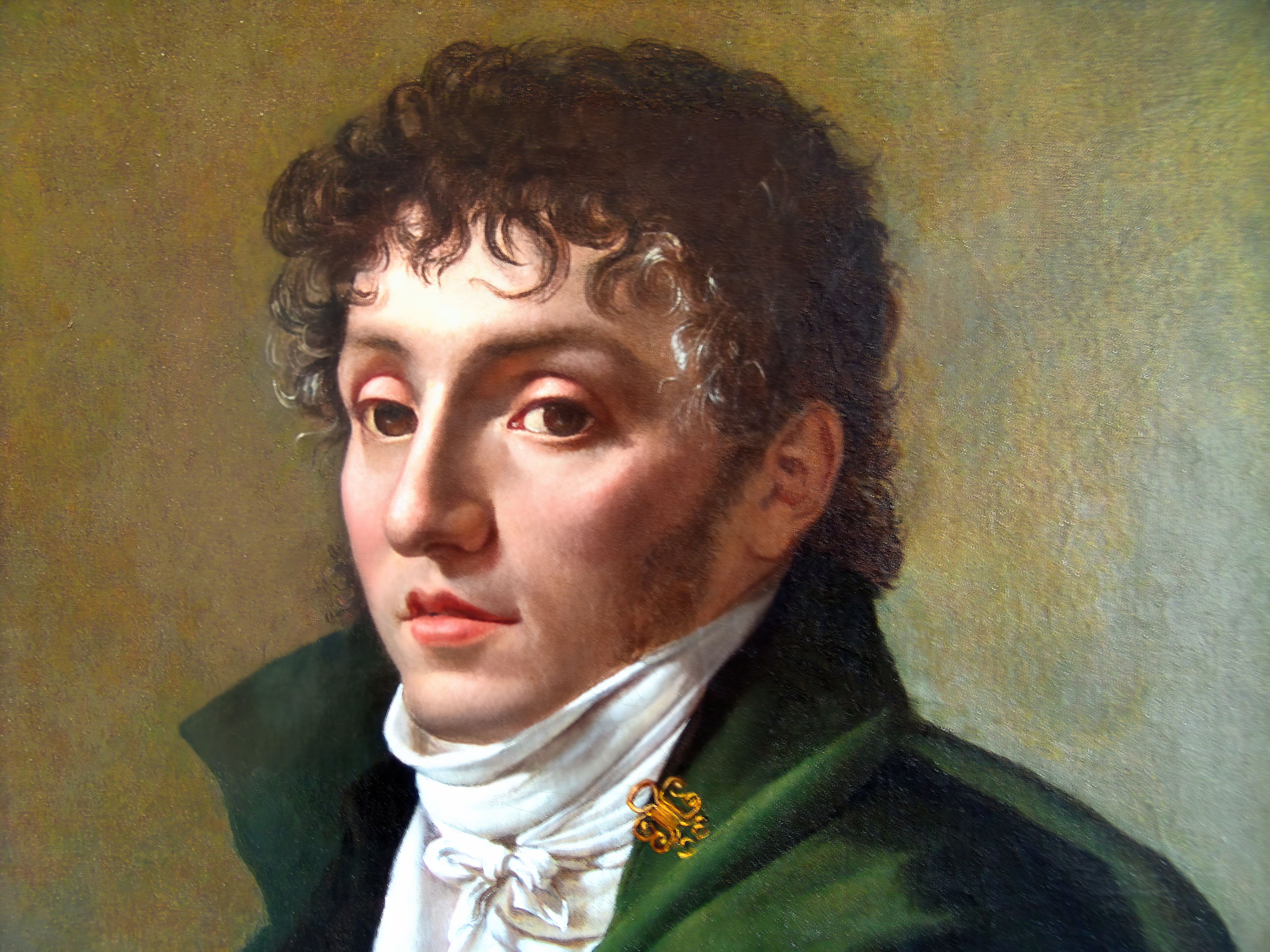
Étienne-Nicolas Méhul

Mélidore et Phrosine är en fransk opera (dramme lyrique) i tre akter med musik av Étienne-Nicolas Méhul och libretto av Antoine-Victor Arnault löst byggd på den antika grekiska myten om Hero och Leander.

## Historia
Arnaults libretto byggde på Pierre-Joseph Bernards dikt Phrosine et Mélidore (1772). Librettot råkade ut för en del anklagelser från den revolutionära censuren om att ämnet inte var revolutionärt nog, att personerna inte var republikaner och att ordet "frihet" inte nämndes en enda gång. Arnault fick hjälp av författaren Gabriel-Marie Legouvé som skrev till de rätta raderna för att operan skulle kunna uppföras. Operan hade premiär den 6 maj 1794 på Opéra-Comique i Paris. Verket prisades av bland andra Hector Berlioz för dess nyskapande orkestrering, medan andra kritiserade operan för att den saknade enkelhet. Arnault var inte imponerade av tenoren Jean-Pierre Solié, som sjöng rollen som Jule vid premiären och denne ersattes snabbt av Jean Elleviou.

## Personer
- Mélidore (haute-contre)
- Phrosine (sopran)
- Jule (Baritenor)[1]
- Aimar (basbaryton)
- Mélidores vänner, Jule och Aimars tjänare, bönder, sjömän (kör)

## Handling
Phrosine och hennes älskare Mélidore planerar att fly då deras förening motsätts av Phrosines bröder, Aimar och Jule. Paret avlyssnas och i striden som uppstår i nattens mörker såras Aimar dödligt. Han namnger Mélidore som förövaren. Hans vänner för honom i säkerhet. Mélidore klär ut sig till en nyss avliden eremit. När Jule kommer för att rådfråga eremiten om broderns baneman får han veta att denne har drunknat. Mélidore tänder en fackla som ska ledsaga Phrosines skepp till ön där han befinner sig. Men en storm rasar och Jule får resa ensam. Phrosine försöker följa med men Jule tvingar henne ned i vattnet. Hon räddas av Mélidore. Den ångerfulle Jule ångrar sig och välsignar paret. Så gör även Aimar som har överlevt mordförsöket.